# Plan Puebla-Panamá
Pour les articles homonymes, voir Puebla (homonymie).

Logo du Projet d'intégration et de développement méso-américain

Le plan Puebla-Panama (ou PPP) est un plan présenté par le gouvernement mexicain en 2001, destiné à développer le sud du pays et l'Amérique centrale, avec un investissement de 20 milliards de dollars américains sur 10 ans. 
Il est présenté comme un « projet de développement durable et intégral » destiné à une zone comprenant neuf États mexicains (Puebla, Campeche, Guerrero, Oaxaca, Tabasco, Veracruz, Quintana Roo, Yucatan et Chiapas), de sept pays d’Amérique centrale (Belize, Guatemala, El Salvador, Honduras, Nicaragua, Costa Rica et Panama) et de la Colombie qui a intégré le projet en 2006.
En tout, 115 millions d’habitants (46 millions de Mexicains, 40 millions de Centraméricains et 45 millions de Colombiens). 
Ce projet a suscité de vives critiques et une opposition au Chiapas, notamment des paysans devant être délogés de leurs terres.